# لوران مانجل
لوران مانجل (بالفرنسية: Laurent Mangel)‏ ولد بتاريخ 22 مايو 1981 في فرنسا، هو دراج فرنسي في صنف سباق الدراجات على الطريق.

## روابط خارجية
- لوران مانجل على موقع الاتحاد الدولي للدراجات (الإنجليزية)
- لوران مانجل على موقع أرشيف الدراجات (الإنجليزية)
- لوران مانجل على موقع إحصائيات الدراجات الإحترافية (الإنجليزية)
- لوران مانجل على موقع نسبة الدراجات (الإنجليزية)
- لوران مانجل على موقع CycleBase (الإنجليزية)